# Симонтовський Петро Семенович
Петро́ Семе́нович Симонто́вський (1747–1815) — український лікар, епідеміолог. Випускник Києво-Могилянської академії.

## Життєпис
Народився у місті Суми у священицькій родині. Закінчив Києво-Могилянську Академію (1766 року) і Московську  Шпитальну Школу (1767 року). Працював військовим лікарем у російській армії, провадив боротьбу з чумою в Астрахані протягом 1783—84 років, вивчав специфіку прокази в Башкортостані, організував лепрозорій в Уральську (1796 року), у 1808-09 роках брав активну участь у боротьбі з холерою на Саратовщині.
Низка праць Симонтовського присвячена вивченню прокази, чуми. Він є автором медико-санітарного опису Уральська.